# Баклановская (Ростовская область)
Баклановская — станица в Дубовском районе Ростовской области, в составе Малолученского сельского поселения.

## География
До заполнения Цимлянского водохранилища станица располагалась на границы поймы Дона и Ергенинской возвышенности, между станицами Мало-Лучной и Жуковской. В начале 1950-х станица была перенесена на новое место, чуть выше по склону. В настоящее время станица расположена в 1,5 км от левого берега Цимлянского водохранилища, на высоте около 70 метров над уровнем моря. Рельеф местности холмисто-равнинный, развита овражно-балочная сеть. Почвы тёмно-каштановые.
По автомобильным дорогам расстояние до областного центра города Ростова-на-Дону составляет 280 км, до районного центра села Дубовское — 39 км, до ближайшего города Волгодонска — 36 км, до административного центра сельского поселения станицы Малая Лучка — 14 км.
Часовой пояс
Баклановская, как и вся Ростовская область, находится в часовой зоне МСК (московское время). Смещение применяемого времени относительно UTC составляет +3:00.

### Улицы
| - пер. Дорожный, - пер. Кузнечный, - пер. Почтовый, - пер. Торговый, | - пер. Чистый, - ул. Майская, - ул. Северная, - ул. Школьная. |

## История
Основана в первой половине XVII века. Первоначально станица Баклановская была известна сначала под именем Гугнинского городка. В начале своей истории станица на левой стороне Дона, на правой стороне протоки Старый Дон, в урочище Зимовном. Согласно преданию, на этом месте находился стан атамана Гугни, затем здесь возникает станица Гугнинская. Длительные весенние разливы вынудили жителей переселиться на правый,
возвышенный берег, а в 1878 году была переименована в Баклановскую, в честь родившегося здесь героя-казака Я. П. Бакланова. В 1859 году в станице проживало 968, в 1890 году — 1 250 жителей.
В 1859 году в станице Гугнинской проживало 436 душ мужского и 532 женского пола. В 1873 году — 352 мужского и 408 женского пола. Первоначально станица относилась ко Второму Донскому округу. Не позднее 1897 года передана в состав Первого Донского округа.
Согласно данным первой Всероссийской переписи населения 1897 года в станице проживало 500 душ мужского и 534 женского пола.
В 1906 году принято решение о перенесении станицы Баклановской в хутор Колодезный, на левый берег Дона. А годом позже станица с реки Цимлы и правой стороны Дона перешла на левую сторону реки Дон, на территорию современного Дубовского района. Согласно алфавитному списку населенных мест Области войска Донского 1915 года в станице Баклановской проживало 932 души мужского и 938 женского пола, имелись почтовое отделение, двухклассное училище, Рождество-Богородицкая церковь, церковно-приходская школа
В 1918 году Ф. И. Золотарев и П. Л. Ильяшенко в станице Баклановской организовали из казаков-фронтовиков и крестьян отряд в 180 сабель. Впоследствии баклановцы влились в состав 1-го донского Котельниковского социалистического конного полка. Однако большинство баклановцев ушло к белым. В марте 1918 года первыми против новой власти полыхнули баклановцы, они сформировали основное ядро похода на Ремонтную, участвовали в разгроме красной Цымлянской дружины. Из станицы Баклановской в августе 1919 года сотни полковника А. Топилина пошли на взятие Ремонтной и Котельниково. После Гражданской войны многие казаки эмигрировали.
Согласно первой Всесоюзной переписи населения 1926 года население станицы Баклановской Баклановского сельсовета Цымлянского района Сальского округа Северо-Кавказского края составило 784 человека, из них великороссов — 779.
В 1922 году станицу переименовали в хутор, затем вернули прежний статус. В связи c образованием Цимлянского водохранилища Баклановскую перенесли выше — на крутояр. Участок для переселения выбрали не совсем удачный. Жители соседних хуторов стали с иронией называть новое место обитания баклановцев — «хурдинский престол».
В Великую Отечественную войну два уроженца Баклановской — М. Ф. Потапов и П. А. Самохин совершили подвиги, стали Героями Советского Союза.

## Население
Динамика численности населения
| 1859 | 1873 | 1897 | 1912 | 1926 | 2002 |
| ---- | ---- | ---- | ---- | ---- | ---- |
| 968  | 829  | 1034 | 1870 | 784  | 175  |

| 1989 | 2002 | 2010 |
| ---- | ---- | ---- |
| 126  | ↗176 | ↘162 |

### Известные люди
В станице родились:
- Бакланов, Яков Петрович (15 [27] марта 1809; станица Гугнинская, Область Войска Донского, Российская империя — 18 [30] октября 1873; Санкт-Петербург) — генерал-лейтенант, герой Кавказской войны
- Потапов, Михаил Феофанович — Герой Советского Союза,
- Самохин, Павел Александрович — Герой Советского Союза.